# Église Saint-Jean d'Entre-Valls
Pour les articles homonymes, voir église Saint-Jean.
L'église Saint-Jean d'Entre-Valls est une église romane située dans le hameau abandonné d'Entre-Valls, à Thuès-Entre-Valls, dans le département français des Pyrénées-Orientales.

## Histoire
L'église d'Entre-Valls est citée dès 871. L'édifice actuel date du XIe siècle.